# 圣智学习

圣智学习

圣智集團（英語：Cengage Group），也稱圣智学习（英語：Cengage Learning），是美國一家教育內容、技術和服務公司，針對高等教育、K-12、專業和圖書館市場。它在全球20多個國家/地區開展業務。
該公司總部位於麻薩諸塞州波士頓，在全球近38個國家擁有約5,000名員工。2014年4月之前，其總部位於康乃狄克州斯坦福。